# اینگتستون
اینگتستون (به انگلیسی: Ingatestone) یک شهرک و روستا در بریتانیا است که در Ingatestone and Fryerning واقع شده‌است. اینگتستون ۴٬۵۰۴ نفر جمعیت دارد.